# Învierea tânărului din Nain

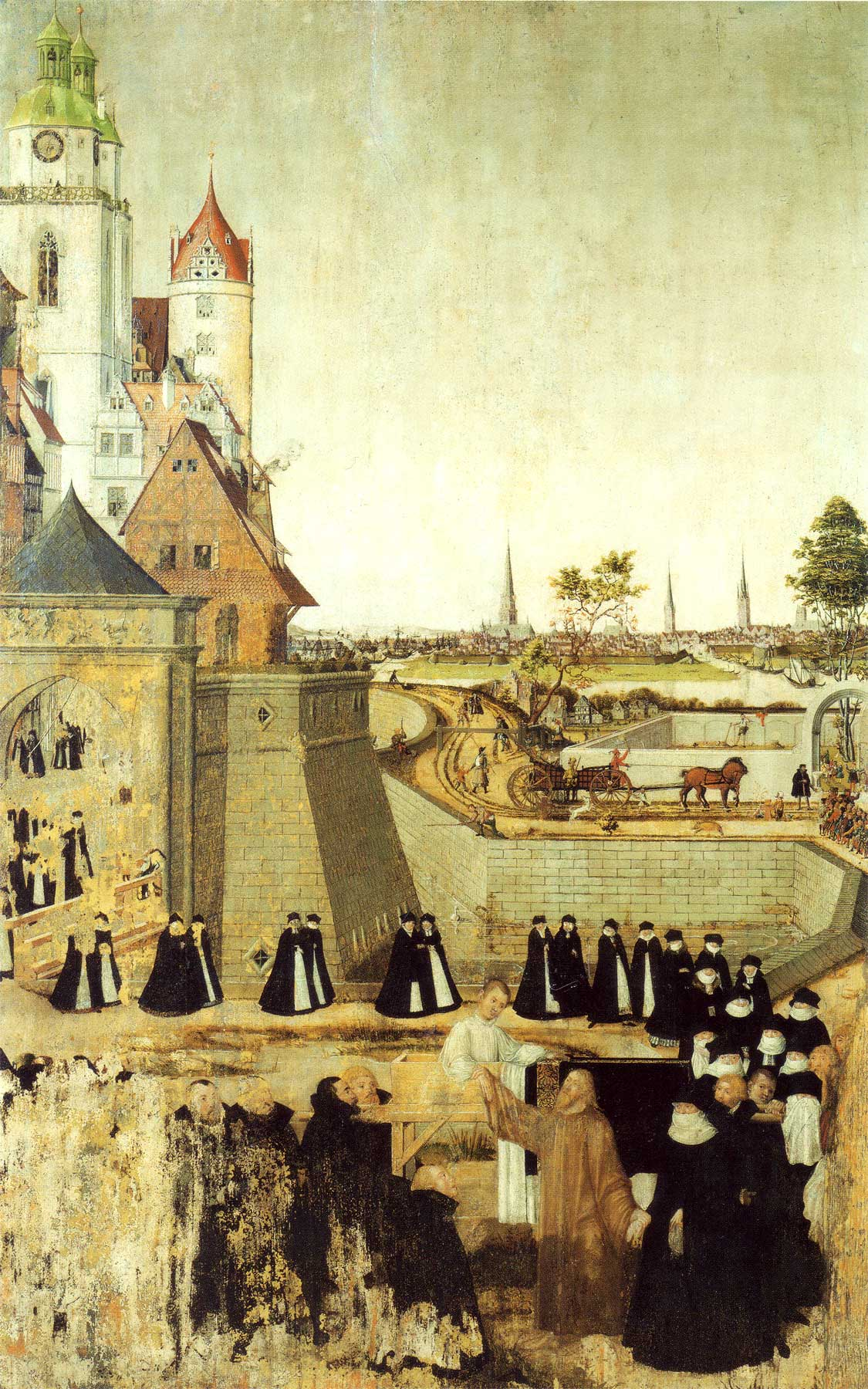
Învierea fiului văduvei din Nain, icoană de altar de Lucas Cranach cel Tânăr, c. 1569, în Biserica din Wittenberg.

Învierea tânărului din Nain este una din minunile lui Iisus, consemnată numai în Evanghelia după Luca (7:11-17).
În conformitate cu această evanghelie, tânărul din Nain era fiul unei văduve pe care Iisus din Nazaret l-a înviat din morți. Iisus a întâlnit un cortegiu funerar la porțile cetății Nain, aflată la circa trei kilometri de Muntele Tabor. Acesta este primul dintre cele trei minuni din evangheliile canonice în care Cristos a înviat un mort.
Văzând zbuciumul sufletesc al mamei tânărului, Iisus a fost cuprins de milă și i-a spus acesteia să nu mai plângă. El s-a apropiat și s-a atins de sicriu, iar cei care-l duceau s-au oprit. Iisus i-a spus mortului: "Tinere, îți zic ție, ridică-te!” Și cel care era mort s-a ridicat și a început să vorbească.
Martorii la acest eveniment au fost cuprinși de frică și au început să-l slăvească pe Dumnezeu, zicând: "Un mare prooroc s-a ridicat între noi și Dumnezeu a cercetat pe poporul Său." Cuvântul despre Iisus a început să se răspândească în întreaga țară și în teritoriile din împrejurimi.